# Michael Phayer
Michael Phayer, né en 1935, est un historien américain spécialiste de l'histoire européenne de XIXe siècle et du XXe siècle et professeur émérite de l'université Marquette dans le Milwaukee.

## Carrière
Michael Phayer est diplômé de l'université de Munich en 1968 et enseigne à l'université Marquette à partir de 1970 dans une période de contestation de l'idéologie capitaliste. Il devient professeur en 1990 et part à la retraite en 2002. Il se fait connaître par ses publications sur la Shoah et sur des ouvrages polémiques concernant les rapports de l'Église catholique romaine, de l'Allemagne et du peuple juif entre 1930 et 1965.

## Source
- (en) Cet article est partiellement ou en totalité issu de l’article de Wikipédia en anglais intitulé « Michael Phayer » (voir la liste des auteurs).